# Islamischer Staat – Sahel Provinz
Der Islamische Staat – Sahel Provinz (ISSP), ehemals auch unter dem Namen Islamische Staat in der Größeren Sahara (ISGS) bekannt, ist ein lokaler Ableger der islamistischen Terrororganisation Islamischer Staat, der in den Ländern Mali, Burkina Faso und Niger operiert und teilweise eigenständig regiert.

## Geschichte
Im Jahr Mai 2015 gründete ʿAdnān Abū Walīd as-Saḥrāwī den Islamischen Staat in der Sahel Region im Zuge der Abspaltung von der islamistischen Organisation al-Murabitun. Die Loyalitätsbekundung der Gruppierung wurde vom Islamischen Staat zunächst nicht offiziell anerkannt. Die Miliz attackierte daraufhin im Oktober 2016 das nigrische Hochsicherheitsgefängnis Koutoukalé mit der Zielsetzung inhaftierte Boko Haram und al-Qaida Kämpfer zu befreien. Obwohl die Operation scheiterte, wurde die formelle Partnerschaft zwischen dem Islamischen Staat und der Miliz im Anschluss offiziell verkündet.
ISGS bekannte sich im Oktober 2017 zu einem Angriff Nahe dem nigrischen Dorf Tongo Tongo, bei dem mehrere Soldaten der nationalen Armee und US-amerikanische Einheiten getötet wurden. Daraufhin wurde die Gruppierung im Mai 2018 von den Vereinigten Staaten offiziell als Terrororganisation eingestuft.
Im August 2021 verkündete die französische Regierung die Tötung des Anführers und Gründers ʿAdnān Abū Walīd as-Saḥrāwī im Rahmen der Opération Barkhane der französischen Armee in Mali. Die französische Verteidigungsministerin Florence Parly bezeichnete die Tötung des Anführers al-Sahraoui als „entscheidenden Schlag“ gegen die Gruppierung.
In den Jahren 2022 und 2023 gelang es der Gruppe mehrere Erfolge in der Ménaka Provinz in Mali zu erzielen und mehrere Ortschaften in dieser Region zu erobern. Im Zuge des Militärputsch in Niger 2023 gelang es der Gruppe ebenfalls ihren Einfluss auf den Westen Nigers und in Burkina Faso auszudehnen.